# Rafa Casette
Rafa Casette (Zaragoza, 20 de agosto de 1965) es un actor español de teatro, televisión, cine y publicidad.

## Biografía
Nace en Zaragoza en 1965. Cursa Derecho en la Universidad Autónoma de Madrid, y Solfeo con Manuel Dinbwadyo en la Academia Maese Pedro de José Luis Temes.  Estudia Canto con Francisco Ortiz en el Conservatorio Municipal de Arganda del Rey; perfeccionamiento con María Luisa Castellano y Emelina López; Escena y Expresión Corporal con Isabel Franco, e Interpretación con Juan Carlos Martín y Amaia Lizarralde en la Escuela de Teatro Musical Memory, dirigida por Ricard Reguant; Doblaje con Tino Martín en el Centro de Estudios CEPAV, y con Carlos Salamanca en DL-Multimedia; Intensivo de Interpretación con José Carlos Plaza en la Escuela de Actores AZarte; y Taller El Actor ante la Cámara con Laura Cepeda.

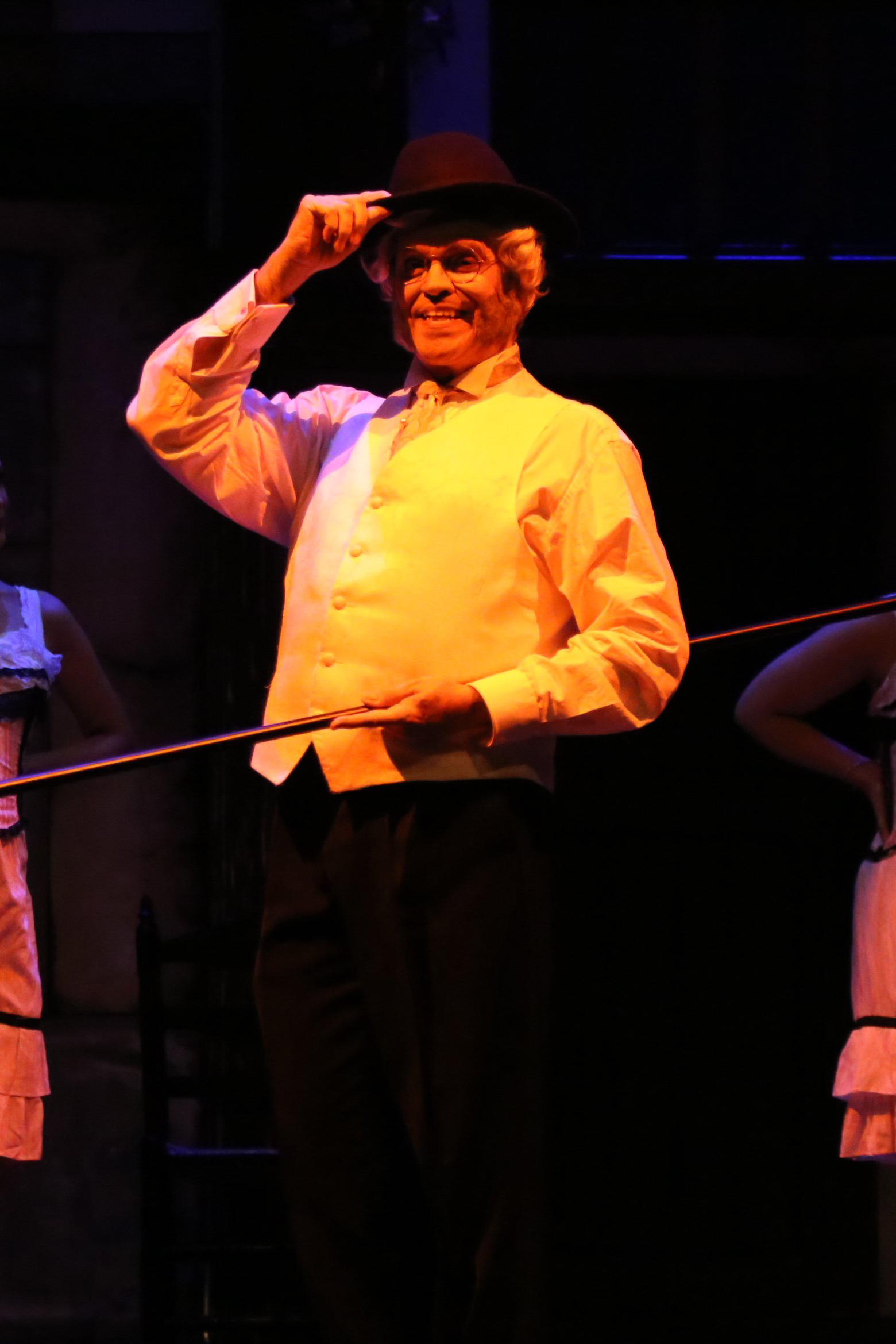
Rafa Casette como Don Hilarión. La Corrala del Reina Victoria, 2019

Se inicia como profesional en 1995 en la Compañía del Teatro Calderón de Madrid, dirigida por José Luis Moreno. Desde entonces ha trabajado con gran cantidad de compañías líricas, incluyendo la Compañía Nacional del Teatro de la Zarzuela, la Compañía Nacional del Teatro Real, la Compañía Amadeo Vives de José Tamayo y su Antología de la Zarzuela, y la Compañía Lírica Española de Antonio Amengual. Tiene en repertorio más de cincuenta obras entre zarzuela, opereta y ópera, que ha representado a lo largo de más de veinticinco añospor España y Portugal.
En teatro musical ha formado parte de la Compañía del Teatro Español de Madrid en su montaje de Sweeney Todd, el diabólico barbero de Fleet Street, bajo dirección escénica de Mario Gas y musical de Manuel Gas, además de participar en numerosos montajes: Pocahontas, el musical, Los Miserables 30 Años Sing-Along, Oliver Twist, el pequeño huérfano, además de tributos a El Fantasma de la Ópera y de canciones de las películas de Disney. Además ha realizado los coros de la gira Adagio Tour de la cantante pop Mónica Naranjo, ha hecho microteatro y teatro convencional, incluyendo a Don Juan Tenorio en la obra del mismo nombre de José Zorrilla y a Don Mendo en La Venganza de Don Mendo.
En paralelo a su actividad teatral ha realizado doblaje de películas y videojuegos,  ha hecho publicidad y episódicos en series, y ha intervenido en numerosos cortos y largometrajes además de protagonizar en 2020 el videoclip Venado Tuerto de la banda española de pop rock Taburete; ha sido colaborador del programa radiofónico La Rosa de los Vientos de Onda Cero llevando las secciones veraniegas de Teatro en 2012, Luces y sombras (dedicada al mundo de la interpretación entre bastidores) en 2013, y Nuestra Zarzuela en 2014, además de participar en distintos espacios radiofónicos (Terror y Nada Más, Elena en el País de los Horrores,El Último Peldaño, La Constante, Con Té de Tardis, La Escóbula de la Brújula) hablando de cine, artes escénicas, series de televisión y del longevo show de la BBC Doctor Who. Entre sus últimos trabajos cabe mencionar el largometraje Historias de Halloween dirigido por Kiko Prada y estrenado en el Sitges 2024 – Festival Internacional de Cine Fantástico de Catalunya – Sección Panorama.
Es miembro de AISGE y de la Unión de Actores.

## Filmografía destacada
| Año  | Título                                              | Director           |
| ---- | --------------------------------------------------- | ------------------ |
| 2011 | Amor Sacro                                          | Javier Yáñez       |
| 2012 | Tus Gritos Me Dan Risa                              | Sergio Morcillo    |
| 2013 | María & Marta                                       | Hermanos Prada     |
| 2013 | El Día del Padre (largometraje)                     | Alberto Carpintero |
| 2014 | La mujer que hablaba con los muertos (largometraje) | César del Álamo    |
| 2016 | You're Gonna Die Tonight                            | Sergio Morcillo    |
| 2018 | La plaza del pueblo                                 | Elyre Ross         |
| 2019 | La colleja                                          | Sergio Morcillo    |
| 2024 | Historias de Halloween (largometraje)               | Kiko Prada         |
| 2024 | La elegida                                          | Sergio Morcillo    |

## Televisión
| Año         | Serie                    | Director                    |
| ----------- | ------------------------ | --------------------------- |
| 2009        | Doctor Mateo             | Manuel Tera                 |
| 2009        | Sin tetas no hay paraíso | Gustavo Cotta               |
| 2010 - 2014 | Cuarto milenio           | Fernando Ribes y Jorge Blas |
| 2011        | Los Quién                | Nacho García Velilla        |
| 2011        | Hoy quiero confesar      | Antonio Hernández           |
| 2013        | Gran Hotel               | Carlos Sedes                |
| 2015        | Amar es para siempre     | Eduardo Casanova            |
| 2018        | Dorien                   | Hermanos Prada              |